# Ngón trỏ

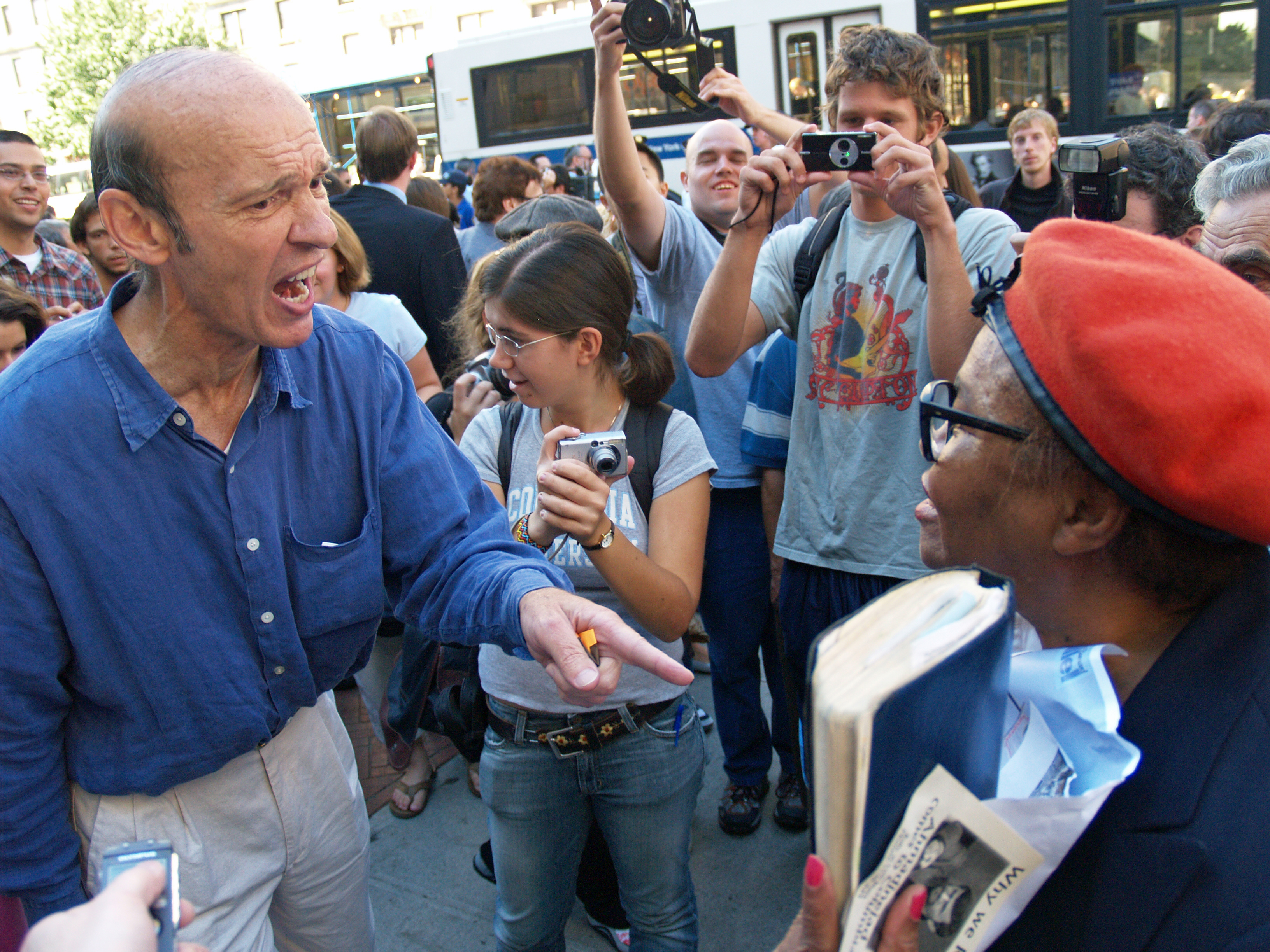
Một người đàn ông trỏ vào một người phụ nữ trong một cuộc tranh luận chính trị

Ngón tay trỏ hay đơn giản là ngón trỏ là ngón tay thứ hai trên bàn tay người, nằm giữa ngón tay cái và ngón tay giữa. Nó có thể coi là ngón tay nhạy bén và khéo léo nhất trên bàn tay mặc dù không phải là ngón dài nhất. Nó ngắn hơn ngón giữa, có thể ngắn hơn hoặc dài hơn ngón áp út. Ngón tay có thể được dùng để chỉ định một vật hay người nào đó.

## Giải phẫu học
Ngón trỏ có ba đốt ngón tay. Nó không chứa bất kỳ cơ nào, nhưng được điều khiển bởi các cơ trên bàn tay bằng các điểm bám của gân vào xương.

### Chỉ trỏ
Chỉ bằng ngón tay trỏ có thể được sử dụng để chỉ hoặc xác định một mục, người, địa điểm hoặc đồ vật.
Khoảng một tuổi, trẻ bắt đầu chỉ để truyền đạt những suy nghĩ tương đối phức tạp, bao gồm sở thích, mong muốn, thông tin và hơn thế nữa. Chỉ tay ở trẻ sơ sinh của con người có thể chứng minh lý thuyết về tâm trí, hoặc khả năng hiểu những gì người khác đang nghĩ. Cử chỉ này có thể là cơ sở cho sự phát triển ngôn ngữ của con người. Các loài linh trưởng không phải người, thiếu khả năng hình thành ý tưởng về những gì người khác đang nghĩ, sử dụng chỉ tay theo những cách ít phức tạp hơn nhiều. Tuy nhiên, những con chó và voi hiểu việc chỉ trỏ này.
Trong một số nền văn hóa, đặc biệt là người Mã Lai và người Java ở Đông Nam Á, việc chỉ tay bằng ngón trỏ bị coi là thô lỗ, do đó ngón cái được dùng để thay thế.

### Ngón trỏ trong đạo Hồi
Trong Hồi giáo, việc giơ ngón trỏ biểu thị Tawhīd (تَوْحِيد), biểu thị sự duy nhất không thể phân chia của Thượng đế. Nó được sử dụng để thể hiện sự thống nhất của Thiên Chúa ("không có thần thánh nào ngoài Allah").
Trong tiếng Ả Rập, ngón trỏ hoặc ngón trỏ được gọi là musabbiḥa (مُسَبِّحة), chủ yếu được sử dụng với mạo từ xác định: al-musabbiḥa (الْمُسَبِّحة). Đôi khi as-sabbāḥa (السَّبّاحة) cũng được sử dụng. Động từ Ả Rập سَبَّحَ - có cùng gốc với từ Ả Rập có nghĩa là ngón trỏ - có nghĩa là ca ngợi hoặc tôn vinh Chúa bằng cách nói: "Subḥāna Allāh" (سُبْحانَ الله)

## Trong nghệ thuật
Là một quy ước nghệ thuật, ngón trỏ chỉ vào người xem dưới dạng một mệnh lệnh hoặc lệnh triệu tập. Hai ví dụ nổi tiếng về điều này là áp phích tuyển dụng được sử dụng trong Thế chiến thứ nhất của Vương quốc Anh và Hoa Kỳ.
| Britons Lord Kitchener wants you | Uncle Sam wants you |

Ngón trỏ hướng lên là một dấu hiệu của thẩm quyền giảng dạy. Điều này được thể hiện trong mô tả của Plato trong Trường học Athens của Raphael.
| chi tiết Plato trong bức the School of Athens | The School of Athens | chi tiết trong Sự tạo dựng Adam, một bức tranh bích họa của Michelangelo |